# Krabi Provincial Stadium
Das Krabi Provincial Stadium (Thai สนามกีฬากลางจังหวัดกระบี่) ist ein Fußballstadion in Krabi, Thailand. Es wird derzeit hauptsächlich für Fußballspiele genutzt und ist das Heimstadion vom thailändischen Drittligisten Krabi Football Club. Das Stadion hat eine Kapazität von 8000 Personen. Eigentümer und Betreiber des Stadions ist die Krabi Municipality.

## Nutzer des Stadions
| Verein   | Zeitraum der Nutzung |
| -------- | -------------------- |
| Krabi FC | 2009 bis 2010        |
| Krabi FC | 2011 bis heute       |